# Sipaliwinisavanne (regio)

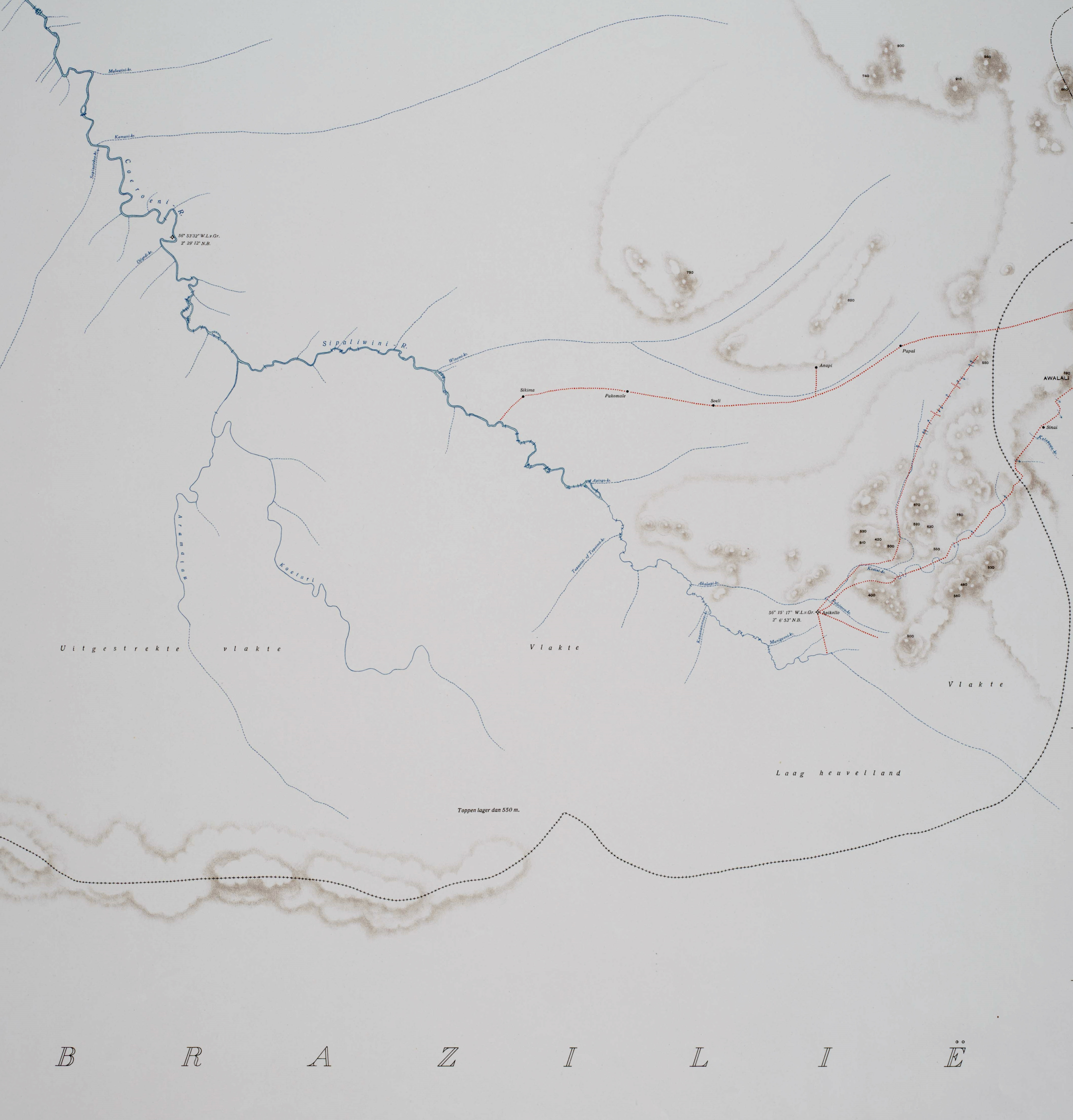
De savanne ten zuiden van de Sipaliwinirivier wordt op deze kaart uit 1930 beschreven als uitgestrekte vlakte

De Sipaliwinisavanne is een savanne op de grens van Suriname en Brazilië. Het strekt zich uit over het zuiden van het Surinaamse district Sipaliwini en het noorden van de Braziliaanse regio Pará (die daar de naam Parusavanne krijgt). De Sipaliwinisavanne ontleent zijn naam aan de rivier de Sipaliwini, die zijn bron in de savanne heeft. Het Surinaamse deel van de Sipaliwinisavanne ligt geheel op het grondgebied van het ressort Coeroenie. De Sipaliwinisavanne beslaat een vrij grote oppervlakte en bestaat uit het typische Guyanese savannelandschap, namelijk tropisch graslandschap met verspreid voorkomende bomengroei. Overdag zijn er veel bloedzuigende kaburi-vliegjes in de Sipaliwinisavanne.
Since 1972 is de savanne beschermd als het Natuurreservaat Sipaliwini.